# Càndal
Càndal (en grec antic Κάνδαλος) va ser, segons la mitologia grega, un dels helíades, fill d'Hèlios, el Sol, i de la nimfa Rode.
Càndal, amb els seus germans Tríopas, Màcar i Òquim, envejosos de la intel·ligència i l'habilitat del seu germà Tènages, van conspirar contra ell i el van matar. Com a càstig d'aquest crim va ser desterrat de Rodes, on governava juntament amb la seva mare i els seus germans, i va anar a l'illa de Cos.